# خوان بابلو دوارتي
خوان بابلو دوارتي، كاتب دومينيكاني وناشط وشاعر وقائد عسكري وسياسي ليبرالي، أحد الآباء المؤسسين لجمهورية الدومينيكان. يعتبر دوراتي بطلًا شعبيًا ونموذجًا ثوريًا في جمهورية الدومينيكان الحديثة باعتباره أحد أكثر الشخصيات شهرة في تاريخ الدومينيكان، نظم وروّج مع فرانشيسكو ديل روزاريو سانشيز وماتياس رامون ميلا حركة سرية عُرفت باسم الثالوث، أدت في النهاية إلى تمرد الدومينيكان والاستقلال عن حكم هايتي في عام 1844 وبدء حرب استقلال الدومينيكان.
ألهم دوارتي وموّل حرب الاستقلال الدومينيكانية ما تسبب في خسائر فادحة كان من شأنها أن تدمره ماليًا في النهاية. جعلت وجهات نظره الليبرالية منه شخصًا مثيرًا للجدل بين المحافظين وذوي النفوذ في ذلك الوقت، وقد نفي عدة مرات بعد تأسيس الدولة الجديدة. تعارضت آراؤه الليبرالية مع نخب المجتمع المحافظة التي سعت للسيطرة على الأمة، وأرادت الحفاظ على نظام الحكم الإقليمي التقليدي الماضي. كان لدى دوارتي خلافات قوية مع أول رئيس للجمهورية بيدرو سانتانا، إذ كان سانتانا شخصية طاغية. أمضى دوارتي في النهاية سنوات عديدة بعيدًا عن الأمة التي ساعد في بنائها ومات في المنفى، ما جعل منه شهيدًا سياسيًا في عيون الأجيال اللاحقة.

## بداية حياته
وُلد دوارتي في 26 يناير/ كانون الثاني عام 1813 في سانتو دومينغو. وصف خوسيه ماريا سيرا دي كاسترو دوارتي بأنه رجل ذو بشرة وردية وشفاه رقيقة وعينين زرقاوين وشعر ذهبي يتخلف عن شاربه الكثيف الداكن.
ولد دوارتي في عائلة من الطبقة المتوسطة عملت في التجارة البحرية في منطقة ميناء سانتو دومينغو. كان والده خوان خوسيه دوارتي رودريغيز إسبانيًا عاش في جزر الهند الشرقية الإسبانية، وكانت والدته مانويلا دييز خيمينيز من السيبو، كان ثلاثة من أجداد دوارتي أوروبيين. امتلك دوارتي تسعة أخوة: شقيقه الأكبر فيسينتي سيليستينو دوارتي (1802-1865) وهو رجل أسمر طويل القامة، امتلك متجرًا، وكان حطابًا ومربي ماشية ولد في ماياجويز في بورتوريكو، إحدى شقيقات دوارتي روزا بروتومارتر دوارتي (1820-1888) فنانة تعبيرية تعاونت معه في حركة الاستقلال. هاجرت عائلة دوارتي من سانتو دومينغو إلى ماياجويز في بورتوريكو عام 1802. هربوا من الاضطرابات الناجمة عن الثورة الهايتية في الجزيرة. وغادرت العديد من العائلات الدومينيكية الجزيرة خلال تلك الفترة. وصل توسان لوفرتور حاكم سانت دومينغ (تسمى هايتي الآن) وهي مستعمرة سابقة لفرنسا تقع في القسم الغربي من هيسبانيولا إلى عاصمة سانتو دومينغو، الواقعة في القسم الشرقي للجزيرة في العام السابق وأعلن نهاية العبودية. مرت فرنسا وسان دومينغ (القسم الغربي من الجزيرة) في ذلك الوقت بحركات اجتماعية كبيرة: الثورة الفرنسية والثورة الهايتية. استخدمت فرنسا الاتفاقيات السابقة بين حكومتي فرنسا وإسبانيا في معاهدة بازل الموقعة في 1795 كذريعة لاحتلال الجانب الإسباني للجزيرة، والتي أعطت المنطقة الإسبانية لفرنسا.

## الكفاح من أجل الاستقلال
أعلن أعضاء من طبقة النخبة من الكريول (أمريكا اللاتينية) في عاصمة سانتو دومينغو استقلالهم عن الحكم الإسباني عندما كان دوارتي في الثامنة من عمره في ديسمبر/ كانون الأول عام 1821، وأطلقوا على منطقتهم اسم إسبانيا هاييتي. يصف المؤرخون اليوم استقلال هذه النخبة بالاستقلال سريع الزوال. كان أبرز زعماء الانقلاب ضد الحكومة الاستعمارية الإسبانية أحد أنصارها السابقين وهو خوسيه نونيز دي كاسيريس. سئم هؤلاء الأفراد من تجاهل الملك لهم، واهتم بعضهم أيضًا بالتحول الليبرالي الجديد في مدريد.
لم يكن عملهم حدثًا معزولًا. كانت فترة العشرينيات من القرن الماضي فترة من التغييرات السياسية العميقة في جميع أنحاء العالم الأطلسي بأسره، والتي أثرت بشكل مباشر على حياة الطبقة البرجوازية الصغيرة مثل دوارتي. بدأت مع فترة الصراع بين الملكيين الإسبان والليبراليين في شبه الجزيرة الإيبيرية، والذي يُعرف اليوم باسم حكم الثلاث سنوات الليبرالي. حصد الأمريكيون المسلحون مثل سيمون بوليفار في أمريكا الجنوبية ثمار زعزعة الاستقرار في إسبانيا على الفور، وبدؤوا في الضغط على القوات الاستعمارية ودفعها إلى الوراء. وحتى النخبة المحافظة في إسبانيا الجديدة (مثل أغوستين دي إتوربيد في المكسيك) الذين لم تكن لديها أي رغبة للبقاء تحت حكم رجال الدين الإسبان قطعوا العلاقات مع الملك في إسبانيا.
أراد كثيرون آخرون في سانتو دومينغو الاستقلال عن إسبانيا. شنت الدومنيكان عددًا من الحركات والمؤامرات المختلفة مستوحاة من الثورة والاستقلال في الجزيرة في الفترة بين عامي 1809 و1821 ضد العبودية والاستعمار. طلبت عدة مدن من هايتي المساعدة في استقلال الدومينيكان قبل أسابيع من بدء تجربة هايتي إسبانيا.
طلبت حكومة كاسيريس المؤقتة دعمًا من حكومة سيمون بوليفار الجديدة، لكن لم يحظَ التماسهم بالاهتمام نظرًا للنزاعات الداخلية في كولومبيا الكبرى. وظهرت في الوقت نفسه خطة للتوحد مع هايتي. أراد السياسيون في هايتي إبقاء الجزيرة بعيدًا عن أيدي القوى الإمبريالية الأوروبية وهي وسيلة لحماية الثورة الهايتية. أرسل رئيس هايتي جان بيير بوير جيشًا استولى على الجزء الشرقي من هيسبانيولا. ثم ألغت هايتي العبودية هناك مرة واحدة وإلى الأبد، واحتلت وضمت سانتو دومينغو في جمهورية هايتي. تسببت الصراعات بين بوير والمستعمر القديم في هجرة المزارعين والنخبة. كما أدت إلى إغلاق الجامعة. أرسل دوارتيس خوان بابلو إلى الولايات المتحدة الأمريكية وأوروبا في عام 1828 تبعًا للعرف البرجوازي في إرسال الأبناء من أجل الدراسة في الخارج.
أسس دوارتي في 16 يوليو/ تموز عام 1838 جمعية وطنية سرية سماها الثالوث ساعدت في تقويض الاحتلال الهايتي. وكان من بين أعضائها الأوائل خوان إيسيدرو بيريز، وبيدرو أليخاندرو بينا، وجاسينتو دي لا كونشا، وفيلكس ماريا رويز، وخوسيه ماريا سيرا، وبينيتو جونزاليس، وفيليب ألفاو، وخوان نيبوموسينو رافيلو. أسس دوارتي بعد ذلك جمعية خيرية كان لها حضور عام كبير وسعت لنشر أفكار التحرر عبر العروض المسرحية. أدى ذلك مع مساعدة الكثيرين ممن أرادوا التخلص من الهايتيين الذين حكموا الدومينيكيان إلى إعلان الاستقلال في 27 فبراير/ شباط عام 1844 (حرب الاستقلال الدومينيكانية). ومع ذلك فقد نُفي دوارتي إلى كاراكاس في فنزويلا في العام السابق بسبب سلوكه المتمرد. استمر في التواصل مع أفراد عائلته وأفراد حركة الاستقلال. لم يكن من الممكن إنكار الاستقلال وولدت جمهورية الدومينيكان بعد العديد من الصراعات. أُنشأ شكلًا جمهوريًا للحكم تمتع من خلاله الشعب بالسلطة الكاملة، وأقيم من خلال عملية التصويت ديمقراطية يتمتع فيها كل مواطن بالحرية والمساواة.
أيّد الكثيرون دوارتي كمرشح لرئاسة الجمهورية المولودة حديثًا. أراد ميلا أن يعلن دوارتي عن نفسه رئيسًا. لم يتخلَّ دوارتي أبدًا عن مبادئ الديمقراطية والإنصاف التي أرادها، ولن يقبل المنصب إلا إذا حصل على أصوات أغلبية الشعب الدومينيكاني. كان لدى دوارتي مفهوم محدد للأمة الدومينيكانية ومواطنيها. كان مفهومه عن الجمهورية هو تصور وطني معادٍ للاستعمار وليبرالي تقدمي. صاغ في ذلك الوقت مسودة دستور نصت بوضوح على أنّ العلم الدومينيكي يحمي جميع الأعراق دون استبعاد أو إعطاء الغلبة لأي عرق. ومع ذلك فقد وصلت قوات الحركة المؤيدة للسيادة الإسبانية كحماية من تهديدات وغزوات هايتي المستمرة بقيادة الجنرال بيدرو سانتانا إليه ونفته خارج البلاد. ونفى سانتانا عائلة دوارتي بأكملها في عام 1845. أعاد سانتانا البلاد كمستعمرة إسبانية في عام 1861 بعد المزيد من غزوات هايتي غير الناجحة والاضطرابات الداخلية وسوء الحكم، وحصل على لقب ماركيس من قبل الملكة الإسبانية إيزابيلا الثانية، وتوفي في 1864.

## وصلات خارجية
- خوان بابلو دوارتي على موقع الموسوعة البريطانية (الإنجليزية)